# Pensées diverses sur la comète

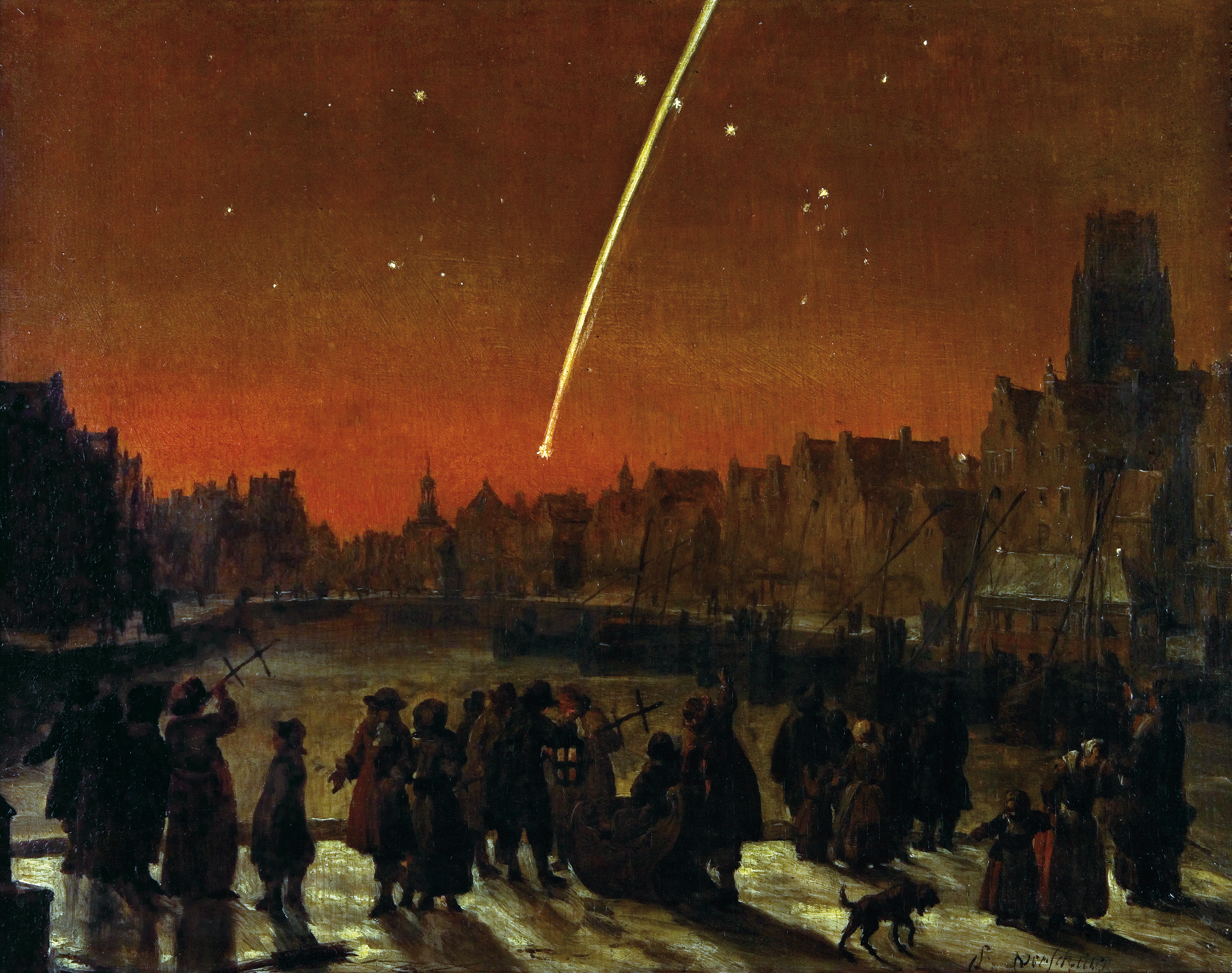
Der Komet von 1680 über Rotterdam – Gemälde von Lieve Verschuier (1627–1686)

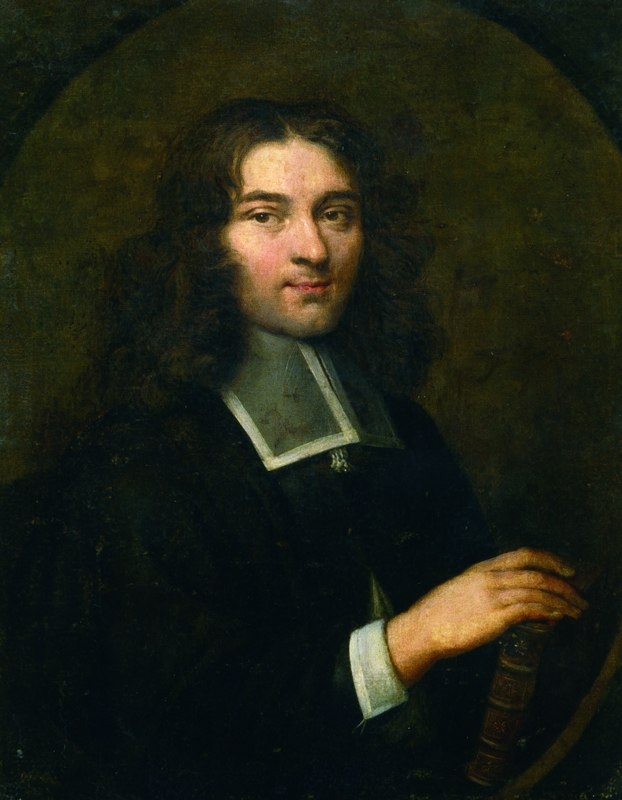
Pierre Bayle (Porträt von Louis Ferdinand Elle)

Pensées diverses écrites à un docteur de Sorbonne à l'occasion de la Comète qui parut au mois de décembre 1680 („Verschiedene Gedanken, geschrieben an einen Arzt der Sorbonne anlässlich des im Dezember 1680 erschienenen Kometen“), oft abgekürzt als Pensées sur la comète („Gedanken über den Kometen“), ist ein 1683 veröffentlichter Text des französischen Protestanten, Philosophen und Schriftstellers Pierre Bayle (geb. 18. November 1647 in Le Carla; gest. 28. Dezember 1706 in Rotterdam). 
Dieses Naturereignis – der Durchgang des Kometen von 1680 – gibt Bayle die Gelegenheit, als Vorläufer der Aufklärung den Götzendienst und den religiösen Fanatismus zu kritisieren, dem er die Meinungsfreiheit vorzieht. Das Werk ist auch eine kritische Reflexion über Religionen, Atheismus und die Manipulation von Überzeugungen durch Politiker.

## Das Werk
1682 publizierte der berühmteste Vorläufer der französischen Aufklärung sein erstes Buch Lettre sur la comète de 1680 („Brief über den Kometen von 1680“), das 1683 erweitert als Pensées diverses sur la comète de 1680 („Verschiedene Gedanken über den Kometen von 1680“) erschien und 1694 unter dem Titel Pensées sur la comète überarbeitet und veröffentlicht wurde. Im Jahr 1704 erschien eine überarbeitete und erweiterte Ausgabe unter dem Titel Continuation des pensées sur la comète („Fortsetzung der Gedanken über den Kometen“).
Das 1683 anonym veröffentlichte Werk wurde von Bayle als das eines katholischen Autors präsentiert. Der Autor war zeitweilig zum Katholizismus konvertiert, kehrte aber alsbald zum angestammten kalvinistischen Bekenntnis zurück.
Bayle wollte beweisen, dass Meteoriten keinen Einfluss auf unser Leben haben, und vertrat zwei für die damalige Zeit kühne Thesen: Ein Atheist könne ein ehrlicher Mensch sein und eine Gesellschaft von Atheisten könne existieren. Im Namen von Realismus und Toleranz verteidigte er einen reflektierten Protestantismus. Angesichts des Aberglaubens ist für ihn der Atheismus luzider als der Götzendienst: „Wenn der Gerechte nach seinem Glauben lebt, so muss auch der Philosoph nach seinem Glauben leben, das heißt, er darf sein Urteil über die Dinge nicht davon abhängig machen, was andere Menschen denken. Er muss die Gegenstände eingehend prüfen.“ (« Si le juste vit de sa foi, un philosophe doit vivre aussi de la sienne ; c'est à dire qu'il ne doit point faire dépendre de ce que penseront les autres hommes ce qu'il doit juger des choses. Il doit examiner profondément les objets. »)
Die erste deutsche Übersetzung von Pensées diverses erfolgte durch Johann Christoph Gottsched (1700–1766) und erschien 1741 in Hamburg.

## Zusammenfassung
In diesem Text aus den Jahren 1682–1683 entwickelt Bayle eine Kritik des Aberglaubens und der Tradition, indem er die damalige Gewohnheit anprangert, zunächst eine Tatsache zu extrapolieren, bevor man sie untersucht hat, um sie zu verstehen. Der Komet kommt also zur gleichen Zeit wie die irdischen Unglücke, ist also die Ursache dafür oder kündigt sie an. Darauf erwidert Bayle, dass, wenn der Komet ein Zeichen für bevorstehendes Unglück wäre oder es allein durch sein Erscheinen am Himmel verursachte, es so wäre, als würde man sagen, dass der Mensch, der vor seine Tür geht, die Ursache dafür ist, dass so viele Menschen in der Straße, in der er lebt, vorbeigegangen sind.
In diesem Text kritisiert Bayle neben dem Aberglauben auch den Obskurantismus und die Gewohnheit, alles, was man nicht sofort versteht, auf ein göttliches Handeln zu reduzieren. Da es mit dem damaligen Wissen nicht möglich war, seinen Ursprung, seine Entstehung oder zum Beispiel die Tatsache, dass er einen Schweif hat, zu erklären, wird der Komet zu einem göttlichen Omen.

## Rezeption
Bayle wurde von Diderot gefeiert, der sich von seinem Dictionnaire historique et critique für die Encyclopédie inspirieren ließ, und von Voltaire, der viele „aufgeklärte“ Ideen von ihm übernahm. Von protestantischer Seite, insbesondere durch Pierre Jurieu, wurde er heftig attackiert.